# Riko Tachibana
Riko Tachibana (立花里子, Tachibana Riko) alias Satoko Tachibana, est une actrice japonaise populaire et prolifique du cinéma pornographique. Elle est née le 10 novembre 1984 à Tokyo, Japon. Particulièrement grande pour une japonaise, Tachibana débute en 2003 et tourne dans plusieurs films qui mettent en valeur sa stature. Actrice extrêmement prolifique, Tachibana est l'actrice principale de plus de 200 films pornographiques au cours d'une carrière qui aura duré quatre ans. Elle est récompensée, en 2007, par le prix du plus grand nombre d'apparitions dans des vidéos pour adultes. L'actrice s'est retirée de la scène au mois de mars 2008.

## Biographie et carrière
Riko Tachibana est née à Tokyo, Japon, le 10 novembre 1984. Elle est considérée comme étant de grande taille dans son pays. Les publicités du début de sa carrière disent qu'elle mesure 1,70 mètre. En fait, après rectification, sa taille réelle est de 1,68 mètre, ce qui est toujours au-dessus de la moyenne des japonaises. Elle était très complexée par sa taille et pensait que les garçons préféraient les petites femmes. Son complexe commence à disparaître lorsqu'elle remarque que nombre d'hommes, voulant se faire materner, sont attirés par sa taille. Elle donne l'exemple d'un haut responsable d'entreprise, âgé d'une trentaine d’années, qui lui demande de lui caresser la tête posée sur ses genoux en lui disant « brave garçon, brave garçon ».

### Débuts
Comme beaucoup d'actrices du film pornographique, Tachibana est découverte par un dénicheur de talents dans Shinjuku, un quartier de Tokyo. Tachibana faisait ses courses lorsque, contrairement à son habitude, elle prêta l'oreille aux propos du dénicheur de talents.
Elle débute dans l'industrie pornographique en 2003. Elle est vue pour la première fois dans la série Women Taller Than 170cm qui paraît au mois de novembre 2003 sous la marque Hibino. Elle témoigne du récent engouement pour les actrices de haute taille en devenant la coqueluche des amateurs de films pornographiques. La haute taille de Tachibana l'aide à conquérir le premier rôle féminin dans le troisième volume de la série paru au mois de mai 2004. Dans un entretien accordé lors de la parution du film, son réalisateur, Akinori, déclare : « You've got no idea how hard it is to come up with tall actresses... the demand is just too great to fill. »,.

### Riko-pin
La notoriété grandissante de Tachibana la fait surnommer Riko-pin (リコぴん),. Elle devient une actrice connue et prolifique en interprétant une grande variété de thèmes et de rôles différents. Tachibana déclare que ses rôles de prédilection sont ceux de « grande sœur » et de « femme perverse ».
Popular Old People's Home est mis sur le marché en décembre 2004 par VIP. Tachibana fait partie de l'équipe féminine d'une maison de repos peuplée d'hommes du troisième âge à la sexualité agressive.
AV Actress Is A Receptionist paraît au mois de janvier 2006. Cette vidéo, produite par Hot Entertainment, fait partie d'une série ayant pour thème l'humiliation. Elle est réputée pour avoir nécessité deux mois de tournage et pas moins de trente acteurs dont beaucoup étaient des extras. Tachibana y interprète le rôle d'une réceptionniste dans un parc d'attractions. Pendant qu'elle est occupée à faire son travail, un acteur s'empare d'elle par derrière. La vidéo met en valeur les efforts désespérés de Tachibana pour offrir, malgré tout, un visage impassible au public.
Son DVD, Female Prisoner Amazons, de Septembre 2005 est une suite de digressions sur le thème des prisons pour femmes. Tachibana y tient le rôle principal entourée de nombreuses artistes du genre.
La neuvième publication de CineMagic, Bondage Doll, retrouve Tachibana s'adonnant à des plaisirs masochistes.
En juillet 2006, Tachibana est à nouveau l'actrice principale de Lesbian Teachers' Water Spanking, DVD basé sur le thème de l'humiliation.
I'm Her Pet est mis à la disposition du public au mois de novembre 2006. Tachibana interprète le rôle d'une femme humiliant son partenaire. Cette vidéo renferme une scène célèbre au cours de laquelle Tachibana agace les parties génitales de l'acteur avec un tampon de coton et une brosse à dents.
Tall Actresses vs. Small Actors est un des nombreux DVD qui exploitent la taille de l'actrice. Tachibana, en compagnie de onze autres actrices de grande taille, se livre à des ébats sexuels avec des hommes petits.
La parution du DVD Lewd-1 Grand Prix en octobre 2007 met en scène Tachibana et l'actrice du film pornographique Noa. Également stylées, elles concourent l'une contre l'autre pour le titre de femme « la plus lubrique » au Japon. Elles jouent à nouveau ensemble dans Double Dream Super Special, un DVD au thème lesbien paru au mois de janvier 2008.

### Récompenses et départ de l'industrie du film pornographique
Au cours des quatre années passées dans la carrière d'actrice du cinéma pornographique, Tachibana a tenu un rôle dans plus de 200 films. Il s'agit là d'un chiffre important si on considère que la moyenne des actrices du genre se situe entre cinq et dix vidéos pour la totalité de leur carrière. En récompense pour sa carrière prolifique elle se voit octroyer le Prix du Plus Important Nombre d'Apparitions lors des remises de prix des Emissions Japonaises destinées aux adultes. En recevant sa récompense, Tachibana impressionne le public en remontant sa robe et en s'accroupissant jambes écartées. Elle promet de poursuivre son activité dans l'industrie du cinéma pornographique, affirmant « Je souhaite encore que d'autres personnes aient des orgasmes. Il en va même pour moi. Pourquoi n'aurions-nous pas à nouveau d'autres orgasmes ensemble ? ».
Tachibana interprète son rôle favori de « femme perverse » pour la dernière fois dans sa vidéo d'adieux publiée sous la marque Real Works au mois de mars 2008. Dans le titre de ce film, le premier de la série "Perverted Woman from Hell" (Femme perverse de l'Enfer), Tachibana se qualifie elle-même comme « la femme la plus perverse de tous les temps » (Eternal Strongest Perverted Woman).

## Filmographie (partielle)

### 2004
| Titre du film                                                             | Producteur  | Réalisateur       | Parution                                          | Notes |
| ------------------------------------------------------------------------- | ----------- | ----------------- | ------------------------------------------------- | --- |
| Body Dolls                                                                | Leo         | Kunihiro Hasegawa | 19 avril 2004                                     | Avec Emiri Yaguchi et Reona Yuki |
| Women Taller Than 170cm Vol.3 170以上の女 vol.3                           | Hibino      | Akinori           | 20 mai 2004                                       | |
| Lingerie Part Time Job 下着エロバイト                                     | Leo         | Tadanori Usami    | 29 mai 2004 11 juin 2004                          | |
| New Office Lady Sexual Harassment Co., Ltd. セクハラ株式会社              | Leo         |                   | 26 juin 2004                                      | Avec Rio Akikawa |
| Super Knight Atliger 超神輝士アトライジャー                               | Hibino      |                   | 22 juillet 2004                                   | Superheroine Cosplay Avec Chinatsu Nakano et Kana Mochizuki |
| Summer! Bikini Gals!                                                      | Leo         |                   | 30 juillet 2004                                   | Avec Ruri Shiratori et Nao Matsubara |
| Super Models                                                              | Leo         | Tadashi Mochinaga | 18 septembre 2004                                 | Avec Sunao Aizawa et Chiho Suzusawa |
| Heat Up Lesbian Celebrities                                               | Cosmos Plan |                   | 26 septembre 2004                                 | Avec Koyuki Morisaki |
| Virtual Ex - Chijo Harem バーチャルEX 痴女ハーレム 精根を吸い尽くす女神達 | Ideapocket  |                   | 28 septembre 2004                                 | |
| Spermania Vol.5                                                           | Ideapocket  |                   | 28 septembre 2004                                 | |
| Complete Body                                                             | Leo         |                   | DVD: 8 octobre 2004 En location: 27 novembre 2004 | |
| Nice Body - Erotic Terrorist 美BODY ～エロテロリスト～                    | Glayz       |                   | 5 novembre 2004                                   | |
| Man Eater 01 マンイーター 01 ［男喰い］                                   | Ideapocket  |                   | 8 novembre 2004                                   | |
| The Perfect AV! Slutty Idol 4 hours                                       | VIP         |                   | 26 novembre 2004                                  | Avec Ran Asaka, Sayaka Tsutsumi, Chinatsu Nakano, Shinobu Rei, Hikari Kisugi, Reika Yoshizawa, Naho Ozawa, Kyoko Nakajima, Yui Seto, Shuri Himesaki et Shoko Mikami |
| M-1 GP Special Party M-1グランプリ                                        | Waap Cobra  | K*West            | 3 décembre 2004                                   | Avec Sakura Sakurada, Rei Asami, Aoi, Ryoko Sena, Mikan Tokonatsu, Syouko Mikami et Koyuki Morisaki                                                                 |
| Perverted Top Executive's Harem of Disgrace 変態大統領の凌辱ハーレム      | Moodyz      | Flagman           | 15 décembre 2004                                  | |
| Popular Old People's Home                                                 | VIP         | Susumu Kido       | 24 décembre 2004                                  | Avec Chitose Megumi & Shiho Ikawa |

### 2005
| Titre du film                                                                                                  | Producteur          | Réalisateur       | Parution                        | Notes |
| --- | ------------------- | ----------------- | ------------------------------- | --- |
| M-1 GP Solo Live Show 裏M-1グランプリ                                                                          | Waap Cobra          | K*West            | 8 janvier 2005                  | Avec Sakura Sakurada, Rei Asami, Aoi, Ryoko Sena, Mikan Tokonatsu, Syouko Mikami & Koyuki Morisaki |
| Women Who Became the Captive of Teasing 痴女行為の虜になった私たち３人                                         | Dogma               | Nimura Hitoshi    | 10 janvier 2005                 | |
| AV Actress Is a Receptionist                                                                                   | Hot Entertainment   | Masaaki Kai       | 20 janvier 2005                 | Avec Miho Kaede, Remi Ohashi et Sumire Takenaka |
| Memorial V.I.P. Princess Vol.7                                                                                 | VIP                 | Tomoyasu Kurusu   | 24 janvier 2005                 | With Momo Mizutani, Mii Haneda, Sakura Shiratori, and Mai Haruna |
| AV Star Backs Style                                                                                            | Alice Japan         | Kazutoshi Goto    | 11 mars 2005                    | Avec Mayumi Shina |
| Industry No. 1 - Ultimate Nympho Man-Killer Tongue 業界NO.1 究極の痴女優 男殺しの舌使い 舐めまくり診療23人斬り | IEnergy             | Nomao Beidu       | 17 mars 2005                    | |
| Campaign Girl Breaking キャンギャル調教                                                                        | Glayz               |                   | 29 mai 2005                     | |
| A-Class Slut Idol Best 4 Hours                                                                                 |                     |                   | 16 juin 2005                    | Avec Sakura Sakurada, Shoko Mikami, Ami Nishimura, Haruka Aoyama, Yume Konno, Natsumi Momoi, Yuria, Hana Matsuzawa, Arisu Oshiro, Mai Tsukisaki, Aya Takizawa, Haruna Harada, Kozue Ikeda, Akari Kurosaki, RIRICO, Rei Saijo, Mayumi Hatano, Yaya Matsushima, Ruka Aide, Koyuki Morisaki, Yuka Mashima et Emi Koike |
| Female Teacher - Nakadashi 20 Times Consecutively 女教師中出し20連発                                           | IEnergy             | Nomao Beidu       | 4 août 2005                     | |
| Female Prisoner Amazon 女囚アマゾネス ひん剥かれた美女軍団                                                     | Max-A               | Kunihiro Hasegawa | 27 septembre 2005               | Avec Minami Aiyama, Shoko Mikami et Ruri Shiratori |
| Lewd Twin Weapon 痴女二刀流 W痴女の男根輪姦                                                                    | Moodyz              | [Jo]Style         | 1er octobre 2005                | |
| Lewd Female Teacher                                                                                            | Kasakura Publishing |                   | 21 octobre 2005 28 octobre 2005 | Avec Usagi Tsukioka et Kaori Amai |
| Monthly Nice Body Queen 2                                                                                      | Leo                 |                   | 28 octobre 2005                 | With Sakura Haruno, Runa Aso, and Mai Kuramoto |
| Sexual Molester Group at Cabaret 集団痴女キャバ嬢                                                              | KMP                 |                   | 28 octobre 2005                 | |
| Ultra Digital Mosaic & Ultra Nympho ウルトラデジモ＆ウルトラ痴女                                               | Dragon Nishikawa    | Cross             | 19 novembre 2005                | |
| 3 Gangbang Sisters - Big Tits, Lewd and Spoiled Child 乱交3姉妹～ボインと痴女と甘えん坊～                      | Moodyz              | Flagman           | 1er décembre 2005               | |

### 2006
| Titre du film                                        | Producteur          | Réalisateur     | Parution                                         | Notes |
| ---------------------------------------------------- | ------------------- | --------------- | ------------------------------------------------ | --- |
| Bondage Doll IX: Riko Tachibana                      | CineMagic           | Haruki Yukimura | à la location: 27 janvier 2006 DVD: 24 mars 2006 | |
| Lesbian Summit 痴女サミット                          | Akinori             | Akinori         | 4 février 2006                                   | |
| Riko Tachibana's Slave Room 立花里子の奴隷部屋       | Glayz               |                 | 3 mars 2006                                      | |
| Woman with Swimming Suit 競泳水着の女                | Akinori             | Akinori         | 4 mars 2006                                      | |
| Do You Want to Get Attacked by 20 Charismatic Sluts? | VIP                 |                 | 24 mars 2006 14 avril 2006                       | Avec Chinatsu Nakano & Ami Nishimura |
| Semen Addicted 2 Hours                               | VIP                 | Kurusu Furio    | 23 avril 2006 19 mai 2006                        | Avec Madoka Kikuhara & Nana Miyachi |
| Rape Mania Tactics                                   | VIP / God           | You-ji          | 24 mai 2006                                      | With Koyuki Fujisaki and Nana Miyaji |
| Gekkan 月刊                                          | KMP                 | Osamu Saito     | 26 mai 2006                                      | |
| Cum into Teachers!!                                  | VIP                 | Taro Takarada   | 23 juin 2006                                     | Avec Madoka Kikuhara, Hikaru Hoshikawa & Akira Shiratori |
| Lesbian Teachers' Water Spanking / Riko Tachibana    | TMA                 |                 | 7 juillet 2006                                   | |
| TMA Ultimate Idol THE BEST 2 discs 8 hours           | TMA                 |                 | 21 juillet 2006                                  | Avec Shuri Himesaki, Hiromi Sato, Anna Akizuki, Koi Koino, Noa, Miki Eguchi, Mitsu Amai, Megu Hagiwara, Ai Momosaki & Haruka Mizuki                           |
| Female Prisoner Amazons Premium                      | Max-A               |                 | 25 juillet 2006 28 juillet 2006                  | Trois titres de la série sur un DVD auparavant Avec Minami Aoyama, Shoko Mikami, Shinobu Ebihara, Ruri Shiratori, Daiya Mizusawa, Aya Misaki & Karen Narimiya |
| Onanie Paranoia オナニー・パラノイア                 | Dogma               | Normal Kim      | 15 août 2006                                     | |
| Captivation Hell 2 男殺油地獄２                      | KMP                 |                 | 29 septembre 2006                                | |
| Hard Play! 4 Hours                                   | VIP                 | Furio Kurusu    | 20 octobre 2006                                  | With Erika Sato, Yui Seto, and Koyuki Morisaki |
| I'm Her Pet, Riko Tachibana                          | Real Works          | Katsuya Taguchi | 17 novembre 2006                                 | |
| Legend of Female Ninja, 8 Hour DX                    | Kasakura Publishing |                 | 30 novembre 2006                                 | Avec Shoko Minami, Chinatsu Nakano, Kiriri Yu, Kinashi Matsuzaka & Yui Kayama                                                                                 |

### 2007
| Titre du film                                                                     | Producteur          | Réalisateur           | Notes                                           | Parution                                                          |
| --------------------------------------------------------------------------------- | ------------------- | --------------------- | ----------------------------------------------- | ----------------------------------------------------------------- |
| Let's Have A Dating Party With Horny Women 痴女と合コンしませんか？               | Dogma               | Nimura Hitoshi        | 15 janvier 2007                                 |                                                                   |
| Acts of 20 Charismatic, Lewd Women, No.2                                          | VIP                 | Furio Kurusu          | 24 janvier 2007                                 | Avec Azusa Ayano & Riku Shina                                     |
| Grotesque Men キモメンにイカされる                                                | Akinori             | Rascaux Kawasaki      | 22 février 2007                                 |                                                                   |
| Splashing Lesbian in Love 恋する潮吹き同性愛                                      | Cross               | Takinogawa Shinnosuke | 19 mars 2007                                    |                                                                   |
| Two Women Disguised as Men - Ass Piston Hardcore 男装二人は肛門ピストンハードゲイ | Cross               | Dragon Nishikawa      | 19 avril 2007                                   |                                                                   |
| Humiliated Angels, 06                                                             | CineMagic           | Tatsuo Mishima        | 20 avril 2007                                   | Avec Hana Saya, Maki Tomoda, Sora Uehara, Yuka Hata & Megumi Sato |
| Weekly Queen of Slender Waist, 2                                                  | Leo                 |                       | 11 mai 2007                                     | Avec Sakura Haruno, Mai Kuramono, Elena Fujimori & Ai Ono         |
| Tall Women 4                                                                      | VIP                 | Koichi Takahashi      | à la location: 24 mai 2007 DVD: 27 juillet 2007 | Avec Kei Kurahashi & Junko Kurihara                               |
| Body Dolls                                                                        | Leo                 |                       | 8 juin 2007                                     |                                                                   |
| Oppressive Female Attorney 虐待 女弁護士                                          | IEnergy             | Taizo                 | 21 juin 2007                                    |                                                                   |
| Foced Rape Maniax, 12                                                             | VIP                 | You-ji                | 23 juin 2007                                    | Avec Aki & Kei Kurahashi                                          |
| Maison de Hoodle, Satoko Tachibana                                                | Kasakura Publishing |                       | 27 juillet 2007                                 |                                                                   |
| Deep Kiss & Most Semen 濃厚な接吻、濃縮な一発                                     | Akinori             | K*West                | 4 août 2007                                     |                                                                   |
| Confinement Chair Lesbian 拘束椅子レズビアン                                      | Dogma               | K*West                | 15 août 2007                                    |                                                                   |
| Versus, Hotaru Akane VS. Satoko Tachibana                                         | Alice Japan         | Maikeru Jodan         | 14 septembre 2007                               | Avec Hotaru Akane                                                 |
| Tall Actresses vs. Small Actors                                                   |                     |                       | 29 septembre 2007                               |                                                                   |
| Lewd-1 Grand Prix, Noa vs. Riko Tachibana "Who's the Lewdest In Japan!"           | Real Works          | Kingdom               | 19 octobre 2007                                 | Avec Noa                                                          |
| Sperm Addiction, 4 Hours Deluxe                                                   | VIP                 | Kurusu Furio          | 24 octobre 2007                                 | Avec Satoko Tachibana & Ai Himeno                                 |
| Beautiful, Tall Actresses VS. Small Male Performers, 4 Hours                      | VIP                 | Kurusu Furio          | 26 octobre 2007                                 | Avec Nagisa Okamoto & Azusa Ayano                                 |

### 2008
| Titre du film                                                                     | Producteur | Réalisateur        | Parution        | Notes |
| --------------------------------------------------------------------------------- | ---------- | ------------------ | --------------- | --- |
| Nonstop Orgasm with Electric Vibs for 4hrs                                        | TMA        |                    | 14 janvier 2008 | Avec Hiromi Sato, Yuri Kosaka, Riku Shiina, Azuki Tsuji & Azuki Tsuji                                               |
| Double Dream - Super Special ダブルドリーム スーパースペシャル                    | Real Works | Hitoshi Mochinaga  | 18 janvier 2008 | Parution à l'occasion du troisième anniversaire de la firme Real Works Avec Noa                                     |
| Real Works Anthology The Best 50, 20 Hours                                        | Real Works | Hitoshi Mochinaga  | 18 janvier 2008 | Parution à l'occasion du troisième anniversaire de la firme Real Works Avec Hitomi Hayasaka, Naho Ozawa, @YOU & Noa |
| Retirement Riko Tachibana 地獄痴女スペシャル 引退・立花里子 私が永遠の最強痴女よ! | Real Works | Kawaguchi Kitorune | 21 mars 2008    | |

## Revues
- (ja) 21 mars 2006 Weekly Playboy (5 pages)[20].
- (ja) 22 mai 2006 Weekly Playboy